# Polyklorerede bifenyler
 For alternative betydninger, se PCB.
 Der er for få eller ingen kildehenvisninger i denne artikel, hvilket er et problem. Du kan hjælpe ved at angive troværdige kilder til de påstande, som fremføres i artiklen.

Polyklorerede bifenyler eller PCB er en gruppe industrielt fremstillede klorerede organiske stoffer, som ikke er naturligt forekommende. Det blev udviklet i 1920'erne, og blev især brugt i elektronikindustrien.
Der er ofte PCB i vinduesfuger, der stammer fra årene 1950 til 1977. Fuger, der er skiftet ud på et senere tidspunkt, indeholder ikke PCB. Man kan også finde PCB i kit i termoruder fra årene 1967 til 1973.
Stoffer af denne type er miljøgifte og har flere skadelige virkninger på organismer, de kan bl.a. være årsag til hjerneskader. Kemisk består PCB-forbindelser af to aromatiske ringe som kan have mellem 1-10 kloratomer koblet til sig. Der findes 209 mulige forskellige varianter af PCB – såkaldte PCB-congenere. De forskellige congenere har varierende fysisk-kemiske og toksikologiske egenskaber.
PCB-forbindelser er fedtopløselige, hvilket indebærer at de ophobes i kroppens fedtvæv.
PCB blev på grund af sine egenskaber som elektrisk isoleringsmateriale, organisk opløsningsmiddel, plastikblødgører og manglende brændbarhed brugt i en lang række husholdningsprodukter og elektriske apparater fra 1950'erne til 80’erne. Disse produkter, som omfattede så forskelligartede ting som selvkopierende papir, elektronisk udstyr, byggematerialer og så videre, afgav allerede PCB til omgivelserne mens de var i brug. Og efter de var blevet kasseret og henkastet på lossepladser kom de til at udgøre en varig forureningskilde.

## Egenskaber
PCB-forbindelser er grundlæggende olielignende stoffer, der besidder en god elektrisk isoleringsevne, har lang holdbarhed, lav brændbarhed og god køleevne. PCB er også svært nedbrydeligt, men det betyder samtidig at det har en lang opholdstid i naturen. PCB-forbindelser er også fedtopløselige og ophobes derfor i fedtvævet, hvis det indtages i organismen.
Forbindelserne er lugtfri og uden smag, klare eller meget lysegule, og optræder som viskøse væsker. Kemisk består de af to aromatiske ringe som kan have 2 til 10 kloratomer koblet til sig. Jo flere kloratomer, desto mere stabile er de. PCB dannes ud fra elektrofil klorinering af bifenyl med klorgas. Teoretisk set kan der eksistere 209 forskellige typer PCB-forbindelser, men kun 130 af dem har været anvendt kommercielt.
Følgende egenskaber har i betydning i relation til PCB som miljøgifte:
- Fedtopløselig: PCB-molekylet kan fragtes gennem vand og luft, men det binder sig først og fremmest til fedtvæv.

- Bio-akkumulation: Eftersom PCB binder sig til fedt, vil koncentrationen i et levende individ være større end i dets omgivelser. En fisk indeholder altså mere PCB end det vand, den svømmer i.

- Lang opholdstid: PCB har stor modstandskraft mod biologisk eller kemisk nedbrydning; når først miljøgiften er tilført omgivelserne, nedbrydes den kun meget langsomt ved naturlige processer.

- Bio-magnifikation: PCB vandrer gennem fødekæden og ophobes derved i næste led, ved at rovdyr "samler" PCB-indholdet fra byttedyr op. Fx får sælen derfor end højere koncentration end de fisk den spiser. Indtagelse af animalsk fedt kombineret med lang levetid (som hos mennesker og isbjørne) betyder også øget risiko for opkoncentrering af PCB.

- Gennemtrængende: Indtagelse af animalsk fedt er den vigtigste PCB-kilde hos mennesker. Dertil kan man få PCB i sig gennem huden (fx ved berøring af PCB-holdigt materiale) og via åndedrættet.

## Anvendelse
PCB har været et populært tilsætningsstof i en række byggematerialer og tekniske komponenter verden over.
Man regner med at der er blevet produceret omkring 1,2-2 millioner ton PCB på verdensplan]. En del af dette er blevet forbrændt, men en stor del befinder sig stadig i de elektronikprodukter og bygninger, der omgiver os eller er blevet deponeret. Resten er primært blevet udledt til havene og er havnet i kredsløbet. Struer Kommune har anslået at der er frigivet 370.000
tons til naturen, 780.000 tons er stadig i brug,og 40.000 tons eller 4 % af den samlede produktion er nedbrudt eller forbrændt.
På grund af PCB-forbindelsernes giftig virkning er det blevet forbudt i de fleste lande.
PCB blev brugt i byggematerialer i perioden 1950-77.[kilde mangler]

### Elektronik
| Anslået totalforbrug i Danmark i perioden, tons                     | Omtrentlig periode med forsyning af PCB-holdige produkter til anvendelsen | Anslået totalforbrug i Danmark i perioden, tons |
| ------------------------------------------------------------------- | ------------------------------------------------------------------------- | ----------------------------------------------- |
| Store kondensatorer                                                 | 1950-1981                                                                 | 450-750                                         |
| Små kondensatorer                                                   | 1950-1980                                                                 | 175-325                                         |
| Transformatorer til højspænding                                     | 1950-1982                                                                 | 30-100                                          |
| Sum, elektroteknik (afrundede tal)                                  | -                                                                         | 650-1200                                        |
| Maling                                                              | 1955-1973                                                                 | 130-270                                         |
| Lim, fugemasser                                                     | 1967-1981                                                                 | 166-235                                         |
| Selvkopierende papir                                                | 1960-1973                                                                 | 150-250                                         |
| Varmetransmissions-væske, hydraulikolie, skæreolie , immersionsolie | 1950(?)-1967                                                              | <10                                             |
| Som følgestof (i papir, foderstoffer mv.)                           | -                                                                         | <60                                             |
| I alt (afrundet)                                                    | -                                                                         | 1100-2000                                       |

Indenfor Elektronik har det været anvendt i lysstofrør, større transformatorer, induktionsovne, køleolie i elektriske transformatorer og kondensatorer.
Hansen og Groves (1983) vurderede det samlede forbrug af PCB med store kondensatorer til 450-750 tons frem til 1981, på basis af oplysninger om dansk produktion og dennes markedsandele (med ca. 600 tons som bedste bud, De anslog endvidere, at 30-90 tons af denne mængde var bortskaffet via leverandører og Kommunekemi pr. 1981.
og det er i dag forbudt at besidde transformatorer og kondensatorer med et PCB-indhold på mere end
500 ppm.

### Byggeri
I de nordiske lande er der gennemført en række undersøgelser omkring anvendelsen af PCB, og der kendes til en række specifikke anvendelser af PCB i
byggeriet.
Det er blevet vidt brugt termoruder, hvor PCB har udgjort 25% af termokittet der har klæbet de to glaslag fast på metalrammen.
I Danmark anslås det af tre fjerdedele af alle termoruder sat i danske bygninger i slutningen af 1960'erne og begyndelsen af 1970'erne indeholder PCB.
I alt drejer det sig om cirka 200-300 tons PCB.
PCB har desuden været anvendt i fugemasse mellem betonelementer.

## Skadevirkning
Da stoffet er svært nedbrydeligt forekommer det stadig i naturen, og vil derfor forekomme i fedtholdige fødevarer flere år efter udledninger er ophørt; det drejer sig især om fiskeprodukter fra fede fisk, kød, æg og mejeriprodukter.
I 1960'erne og 70’erne blev de første skadesvirkninger synlige på dyr, og senere blev der også kortlagt alvorlige konsekvenser for menneskers helbred. I flere tilfælde er der fx blevet påvist alvorlige skader på nervesystemet efter forgiftninger i Japan og Taiwan. Det er dog stadig usikkert om det skyldes indtagelse af PCB i ren form eller omdannelsesprodukter. Det er efterfølgende ved længerevarende studier blevet påvist forskellige grader af hjerneskader hos børn, af personer der tidligere er blevet forgiftet med PCB. Det er gennem test af spædbørn med forhøjet indhold af PCB blevet påvist korttidshukommelsen forringes; grunden er at udviklingen af barnets nerveceller bliver påvirket af PCB under graviditeten og amningen, da det fedtopløselige PCB overføres fra moren til barnet.
En undersøgelse har også fundet at et højt PCB-indhold i blodet hos gravide er koblet til en lav fødselsvægt. På grund af ophobningen i fødekæden er det et specielt problem på Færøerne hvor højt indhold ses hos halvdelen af de færøske kvinder.
Skader efter direkte kontakt med PCB omfatter dybe ar på de dele af huden som har været i direkte berøring med stoffet, men ophobninger i kroppen medfører langt mere fatale skader. Omdannelsesprodukter af PCB har en lighed med det naturlige hormon, thyroxin, hvilket betyder at disse stoffer kan binde til de samme transportproteiner som normalt transporterer thyroxin, dette leder til sygdommen hypothyroidisme. En voksen som udsættes for PCB-forgiftning risikerer alvorlige fysiske skader, mens et barn der fødes af en person med højt indhold af PCB får mentale skader. Dertil kommer at store mængder PCB også kan give leverskader som i værste fald kan være forstadier til kræft, og derfor betragtes PCB også som kræftfremkaldende.
I 2004 trådte Stockholm-konventionen (Stockholm Convention on Persistent Organic Pollutants) i kraft. PCB figurerer på konventionens liste over de 12 farligste miljøgifte.
I naturen er det blevet observeret at dyr med højt PCB-indhold har ændret adfærd, dette har endda medført at hele bestande er forsvundet visse områder.[kilde mangler]

### I Danmark
Ca. 25% af indtagelsen af PCB i Danmark stammer fra indtagelsen af fisk, og den ligger på højst 8 µg om dagen. Siden 1970'erne er PCB-niveauet i fisk fra de danske farvande og Østersøen dog faldet, for Østersøen drejer det sig om en halvering fra 1970 til 1980. De danske myndigheder har derfor konkluderet af befolkningen ikke udsættes for nogen risiko for PCB-forgiftning på grundlag af den mængde fisk der normalt indtages. Det kan dog ikke udelukkes at personer der indtager større mængder fisk fra meget forurenede områder risikerer forgiftninger.

## PCB-affald
PCB er en svært nedbrydelig miljøgift, der er omfattet af den globalt dækkende Stockholm-konvention om svært nedbrydelige stoffer, der trådte i kraft i 2004. Stockholm-konventionen er i EU implementeret i den såkaldte POP-forordning. PCB var blandt de første POP-stoffer, som har været omfattet af Stockholm-konventionen siden 2001. Hovedsigtet med POP-forordningen er, hvor det er muligt, at standse udslippet af POP-stoffer i miljøet, og ifølge POP-forordningen er det forbudt at fremstille, markedsføre og anvende PCB, såvel alene som indeholdt i præparater og artikler og undtaget fra dette er anvendelse af artikler, som er i brug. Affald, der består af, indeholder eller er forurenet af POP-stoffer, skal bortskaffes på en sådan måde, at POP-indholdet destrueres eller omdannes irreversibelt, så det ikke udviser POP-egenskaber.
Reglerne omkring afskaffelse af PCB-affald bliver dog tolket vidt forskellige fra land til land:
- Finland, Norge, Sverige og Østrig har oplyst, at: PCB-holdigt affald, der indeholder < 1 mg PCB pr. kg kan deponeres på anlæg for inert affald
- Finland, Norge og Østrig har oplyst, at: PCB-holdigt affald, der indeholder > 1 og < 50 mg PCB pr.kg kan deponeres på anlæg for ikke-farligt affald
- Sverige har oplyst, at: affald, der indeholder > 1 og < 50 mg PCB pr. kg kan deponeres på anlæg for farligt affald (som følge af POP-forordningen)

### Danmark
I 2006 udarbejdedes en national plan for den danske implementering af Stockholm-konvention. Planen beskriver den danske indsats, herunder indsatsen i forhold til at overvåge mængden af PCB i fødevarer og i miljøet.
Det er anbefalet af Miljøstyrelsen i Danmark, at PCB-forurenet artikler bliver kildesorteret fra ikke forurenet PCB-elementer, for at nedsætte spredning i miljøet.
Hvis det er PCB-forurenet over 50 ppm er det klassificeret som farligt affald.
Forurenet PCB-materiale anbefales ofte at køres til deponi eller forbrændes ved det tidligere Kommunekemi til destruktion, eller hvis der er tale om genanvendeligt farligt affald til et anlæg der må modtage det.
For vinduer, hvor der ofte kun er en lille del som er forurenet, kan private virksomheder som MFC, RGS90 eller RagnSells genvinde glasset til genbrug.
I perioden 1950-1977 blev PCB anvendt i byggerimaterialer som fx. fugemasse, maling og lim. PCB kan over årene vandre fra de materialer, der indeholder PCB, til de omgivende bygningsdele. PCB kan desuden afgasse til indeluften og herfra kontaminere andre overflader og bygningsdele. Når PCB-forureningen har spredt sig, er den derfor umulig at fjerne helt. En rapport fra Sweco beskriver resultaterne af 66 PCB-saneringssager udført i Danmark i perioden 2011-2015. Her lykkedes det ikke i et eneste tilfælde at fjerne PCB helt fra bygningen eller fra indeluften i bygningen.
Da det har vist sig, at PCB er vanskeligt at komme til livs i bygninger, er der i dag udviklet supplerende metoder til håndtering af PCB, der i kombination med sanering effektivt fjerner forureningen fra PCB og stopper spredningen. Der kan fx nævnes PCB-forsegling, der forhindrer afgasning til indeluften og andre bygningsdele. 

## PCB-forsegling
PCB-forsegling er en metode, der anvendes inden for byggeriet, til at indkapsle giftstoffet PCB. Fra 1950’erne og frem til 1977 blev kemikaliet PCB anvendt i dansk byggeri til blandt andet fuger, maling og termoruder. Og de store mængder PCB, som man brugte, findes stadig i mange bygninger fra perioden. Det er et problem, da PCB optages i kroppen på mennesker ved indånding af dampe eller ved direkte kontakt. Sundhedsstyrelsens anbefalede aktionsværdi i forhold til PCB i indeluften er 300 ng/m3.
I dag er det ofte i fugerne omkring vinduer, at man støder på PCB i bygningerne. Men ofte har fugen, den primære kilde, også forurenet væggen omkring vinduet, den sekundære kilde. Fugen vil desuden forurene andre overflader i området, tertiære kilder, via luften. På grund af PCB’s egenskaber - at stoffet vandrer og afgasser - er det vanskeligt at komme helt af med PCB i en bygning. PCB-forsegling er en metode, som er udviklet til at indkapsle PCB, således at stoffet stopper med at vandre og  afgasse. Det forhindrer mennesker i at komme i berøring med PCB, og det forhindrer stoffet i at forurene indeluften. PCB-forsegling kan bruges som isoleret metode, men kan også benyttes som et supplement til for eksempel sanering, hvor man indledningsvis fjerner bygningsdele, typisk de primære kilder, for så at forsegle sekundære og tertiære kilder.

## Eksterne link
- Undersøgelse og vurdering af PCB i bygninger. Statens Byggeforskningsinstitut, 2013 Arkiveret 2. februar 2014 hos  Wayback Machine
- Forskere finder farlig miljøgift i Farum-boliger
- Pizzabakker og chipsposer kan give brystkræft. Videnskab.dk 2011